# Жаби-носороги
Жаби-носороги (Rhinodermatidae) — родина земноводних підряду Neobatrachia ряду Безхвості. має 2 роди та 3 види. раніше її зараховувади до родини Свистуни та Cycloramphidae. Лише з 2013 року визначено як самостійну родину. Інша назва «рото-виводкові жаби».

## Опис
Загальна довжина представників цієї родини коливається від 2 до 4 см. Спостерігається статевий диморфізм: самиці більші за самців. За своєю будовою схожа на представників ропухових та свистунів. Відрізняється наявністю на морді своєрідного наросту на кшталт рогу носорога. Звідси походить їх назва. Забарвлення спини переважно коричневого, буруватого забарвлення. Черево світліше.

## Спосіб життя
Полюбляє скелясту, гірську місцину. Зустрічається досить високо у горах. Веде напівводний спосіб життя. Живиться різними безхребетними.
Це яйцекладні амфібії. Особливістю є піклування самця за своїми нащадками. Він пересуває у роті чи бічних резонаторів пуголовок до води, або тримає у резонаторах пуголовок протягом метаморфозу.

## Розповсюдження
Мешкають у Чилі та Аргентині.

## Роди
- Insuetophrynus
- Rhinoderma